# Relações internacionais da Espanha

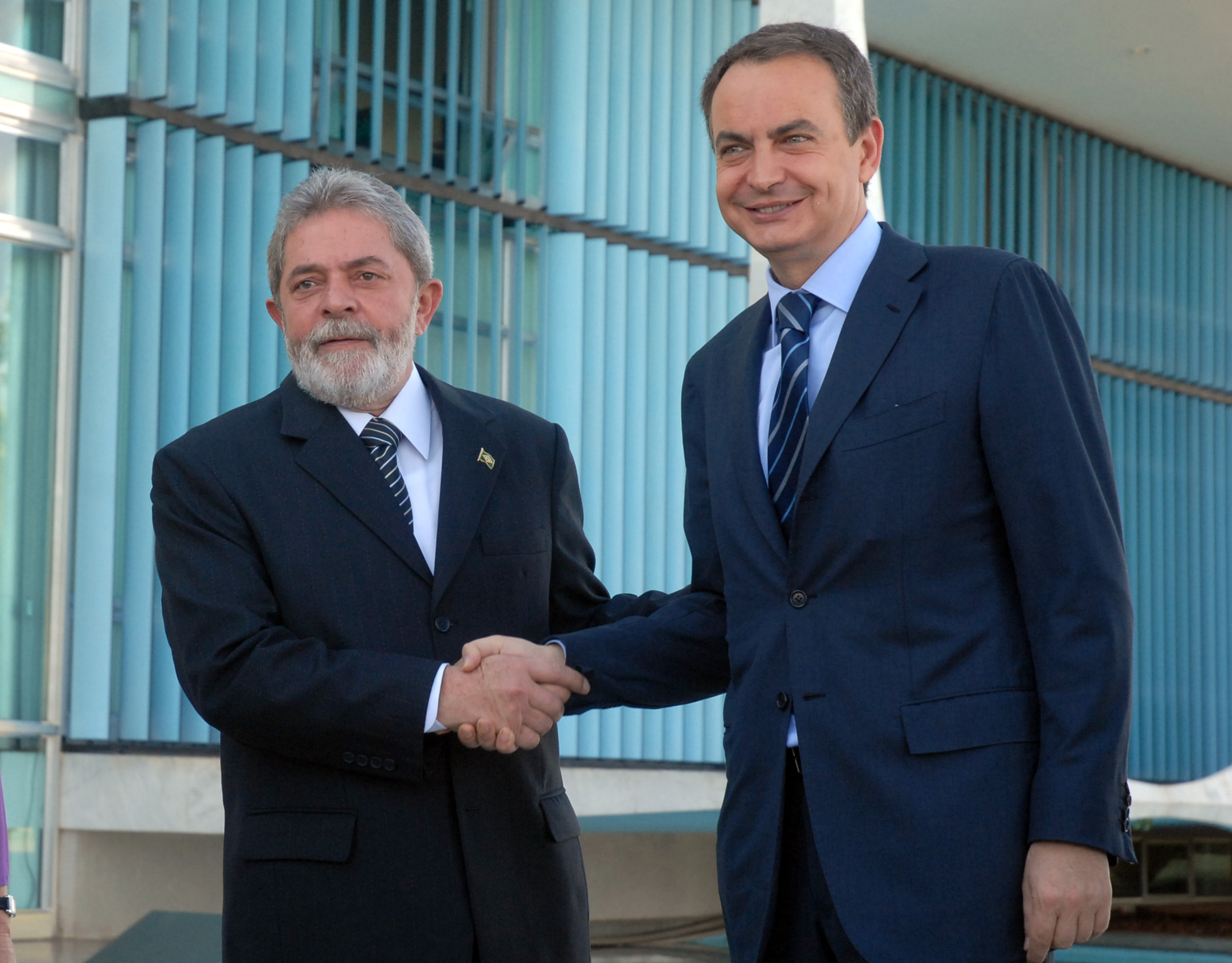
Encontro entre o presidente brasileiro, Luiz Inácio Lula da Silva, e o presidente do governo da Espanha, José Luis Rodríguez Zapatero em 2008.

No preâmbulo do Constituição espanhola de 1978 proclama-se a vontade de cooperar no reforço das relações de paz e cooperação efetiva entre todos os povos da Terra. As relações internacionais da Espanha atual se concentram principalmente em três áreas: Europa (especialmente União Europeia) América Latina e os países do Mediterrâneo.

## Europa
Durante o regime do general Francisco Franco, o governo espanhol tentou, sem sucesso, a entrada da Espanha na Comunidade Econômica Europeia (CEE). Após a morte de Franco os vários governos do transição retomaram a questão da adesão à CEE, uma meta alcançada em 1986. A partir desse ano o aumento dos investimentos europeus (principalmente alemão) que faz um lançamento forte da economia nacional até a crise de 1993, e em seguida, até 2007.

## América Latina
No final do Guerra Civil Espanhola, muitos republicanos se exilaram no México, Chile e Argentina. O regime de Franco, isolado internacionalmente no final da Segunda Guerra Mundial por sua simpatia para com a Alemanha (de Hitler) e a Itália (de Mussolini). Recebeu o apoio da Argentina (de Juan Perón) e anos mais tarde, manteve relações com Havana (Cuba) depois da chegada de Fidel Castro ao poder em 1959 .
Desde 1978, Espanha mantém relações diplomáticas com a América Latina e de um modo especial desde 1991, quando na primeira Cúpula Ibero-Americana. Em anos recentes, a região recebe uma importância estratégica única para se tornar o palco de grandes investimentos feitos por empresas espanholas como Repsol, Telefonica, BBVA, ENDESA, Iberdrola, Acciona, etc.

## No Mediterrâneo
A Espanha tem uma relação especial com os países da bacia mediterrânica.
As relações entre Espanha e da Magreb são mistas: frente ao entendimento com a Argélia e Tunísia, as relações com Rabat (Marrocos) são muito mais complexas devido a problemas como a pesca, a imigração, a reivindicações territoriais marroquinas em Ceuta e Melilla, as relações hispânicos com o Saara Ocidental. Em 2002 ocorre o incidente na ilha de Salsa e em 2007 torna-se a crise entre Rabat e Madrid na visita a Ceuta e Melilla, dos reis Juan Carlos I e Sofía.
Em relação a Israel, a Espanha mantém relações diplomáticas desde 1986. Em 1991, Madrid foi sede da Conferência de Paz, com a participação do Líbano, Síria, Israel, Egito e uma delegação palestino-jordaniana. A conferência concordou em conduzir negociações e seria o prelúdio para o Acordo de Oslo em 1993.

## Estados Unidos

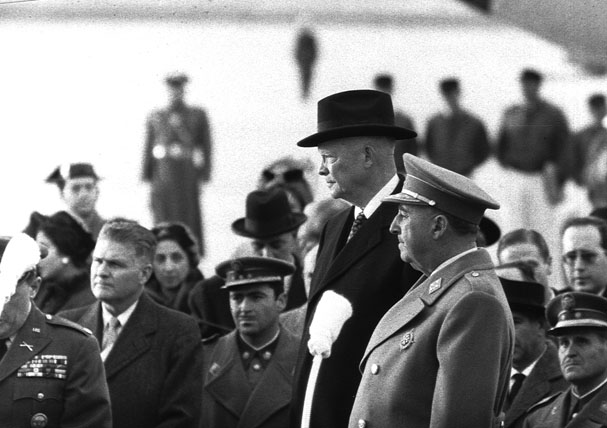
Franco e Eisenhower em Madrid.

No século XVIII, o exército espanhol de Carlos III apoiou a independência das Treze Colônias contra a Inglaterra. Durante o século XIX, o governo aproveitou a decadência espanhola, primeiro para conseguir novos territórios (Flórida) e no final do século a dominar alguns territórios sob domínio espanhol, como é o caso da ilha de Cuba.
Com o início da Guerra Fria, Washington DC vê o antirregime de Franco, um aliado estratégico de grande importância. Em 26 de Setembro de 1953 são assinados acordos econômicos e militares com os Estados Unidos pelo qual o regime permite o estabelecimento de bases militares estadunidenses na península, em troca de apoio econômico e diplomático. Apenas dois anos depois a Espanha se juntou à ONU. Em 1959, o presidente dos Estados Unidos, Dwight Eisenhower visita o general Franco. A Espanha não ingressou oficialmente na OTAN até 1982, quatro anos depois que o governo mantém um referendo de apoio à permanência na organização.

## Missões militares no exterior
As Forças Armadas da Espanha detêm atualmente cerca de três mil soldados em cinco missões de paz da União Europeia, da OTAN e das Nações Unidas. Estas missões são: ISAF no Afeganistão; EUFOR na Bósnia e Herzegovina, O KFOR no Kosovo, o UNIFIL no Líbano e missão da ONU para o Darfur (no oeste do Chade).